# PubMed

PubMed-Logo

PubMed ist eine englischsprachige textbasierte Meta-Datenbank mit Referenzen auf medizinische Artikel bezogen auf den gesamten Bereich der Biomedizin der nationalen medizinischen Bibliothek der Vereinigten Staaten (National Library of Medicine, NLM). Jedem Eintrag in der PubMed ist eine PubMed-ID (PMID,  englisch PubMed identifier) zugeordnet. PubMed bietet einen kostenfreien Zugang zu den Datenbanken MEDLINE, OLDMEDLINE (vor 1966) und PubMed Central (Volltexte).
Entwickelt wurde die Datenbank durch das nationale Zentrum für biotechnologische Informationen (National Center for Biotechnology Information, NCBI). Sie ist zu erreichen über Entrez Gene, das zentrale Suchsystem für die wichtigsten medizinischen Datenbanken einschließlich PubMed, PubChem, Nukleotid- und Protein-Sequenzen, Protein-Strukturen, komplexe Genome und andere. Man kann die Datenbank sowohl über den Webbrowser als auch über eine Programmierschnittstelle (API) abfragen.
Als bibliografische Referenzdatenbank dokumentiert PubMed medizinische Artikel in Fachzeitschriften und enthält elektronische Verweise auf Volltextzeitschriften. Das Sachgebiet umfasst Medizin, Zahnmedizin, Veterinärmedizin, Pharmazie, öffentliches Gesundheitswesen, Psychologie, Biologie, Genetik, Biochemie, Zellbiologie, Biotechnologie, Biomedizin usw. Verzeichnet sind 5633 (Dezember 2016) biomedizinische Zeitschriften. Jährlich wächst PubMed um rund 500.000 Dokumente. Verschlagwortet wird nach Medical Subject Headings (MeSH). Der Nachweis biomedizinischer Literatur aus MEDLINE, wissenschaftlichen Zeitschriftenartikeln und Onlineliteratur umfasst mehr als 32 Millionen „Zitate“ (Stand 2021).